# Lacunipotamon
Lacunipotamon is een geslacht van kreeftachtigen uit de klasse van de Malacostraca (hogere kreeftachtigen).

## Soort
- Lacunipotamon albusorbitum Dai, Song, He, Cao, Z. B. Xu & Zhong, 1975